# Choi In-young
Choi In-young (ur. 5 marca 1962) – południowokoreański piłkarz występujący na pozycji bramkarza. Obecnie jest trenerem bramkarzy w klubie Jeonbuk Hyundai Motors.

## Kariera klubowa
Choi In-young jest wychowankiem klubu Seoul City. W pierwszej drużynie grał tu od 1981 roku. W 1983 trafił do Goyang Kookmin Bank, jednak po niecałym roku przeniósł się do Ulsan Hyundai Horang-i. Grał tu przez przeszło dziesięć sezonów, w K-League jako bramkarz Ulsanu rozegrał 174 spotkań, po czym zakończył karierę piłkarską.
Po dwóch latach został mianowany trenerem bramkarzy w Ulsan Hyundai. W 2005 roku pełnił tę rolę w drużynie Kyungil University, zaś od 2006 roku trenuje bramkarzy Jeonbuk Hyundai Motors.

## Kariera reprezentacyjna
Choi In-young jest 48-krotnym reprezentantem Korei Południowej. W reprezentacji zadebiutował 6 marca 1983 w meczu z Japonią. Został powołany na dwa Mundiale: 1990 i 1994. W obu przypadkach Korea odpadała z rozgrywek po fazie grupowej. W rozgrywanym w 1990 roku turnieju we Włoszech Choi bronił bramki Korei we wszystkich spotkaniach w grupie: z Belgią (0:2), Hiszpanią (1:3) i Urugwajem (0:1). Podobnie było cztery lata później, kiedy stał na bramce przeciwko: Hiszpanii (2:2), Boliwii (0:0) i Niemcom (2:3).